# Oncideres crassicornis
Oncideres crassicornis là một loài bọ cánh cứng trong họ Cerambycidae.